# پوت او فو
پوت او فو یک غذای فرانسوی از گوشت و سبزیجات به آرامی پخته شده است که معمولاً در دو وعده (بخش) سرو می شود: اول آبگوشت (بویون) و سپس گوشت (بویی) و سبزیجات. این غذای در سراسر فرانسه شناخته شده و دارای تنوع های منطقه ای زیادی است. معروف ترین نوع گوشت مورد استفاده در این غذا گوشت گاو است، اما گوشت خوک، مرغ و سوسیس نیز در آن استفاده می شود.
پایهٔ این غذا گوشت گاو است و با سبزیجات فصل تکمیل می‌شود. به همین دلیل دستورهای متنوعی برای تهیهٔ این غذا وجود دارد. با توجه به زمان پخت طولانی، گوشت و سبزیجات بسیار نرم می‌شوند. بنابراین می‌توان از نوعی گوشت نسبتاً سفت‌تر استفاده کرد و در نتیجه هزینهٔ غذا را کاهش داد. معمولاً ترکیبی از ادویه و شراب به آن افزوده می‌شود تا طعم غذا را کامل کند.
اغلب، این غذا به‌صورت یک پرس برای یک نفر و همراه با همان ظرف سفالی‌ای که در آن پخته شده سرو می‌شود.